# ماجرای هفت ساعت
ماجرای هفت ساعت (به انگلیسی: The Adventure of the Seven Clocks) یکی از داستان‌های شرلوک هولمز نوشته آدریان کانن دویل و جان دیکسن کار است. این داستان،در مجموعه داستان شاهکارهای شرلوک هولمز در سال ۱۹۵۴ منتشر شد.
یک بانوی جوان -که مصاحب یک زن مسن‌تر است- درباره رفتار عجیب مرد جوانی که با وی ملاقات کرده از هولمز مشاوره می‌گیرد. مرد مورد بحث، عادی رفتار می‌کند؛ اما هر زمان که با ساعتی رو به رو می‌شود؛ دیوانه‌وار آن را خُرد، مدفون یا در کمد پنهان می‌کند. زن جوان شخصاً او را دو بار در زمان شکستن ساعت دیده و از پیشکار مرد نیز وقوع پنج مورد مشابه دیگر را شنیده است. هولمز برای جمع‌آوری اطلاعات به منظور خنثی کردن یک نقشه تروریستی مهیب و حل معمای این رفتار غیرعادی باید به یک بندرگاه دور سفر کند.
دوشیزه فورسایت که دستکش‌هایش را بیرون آورده بود اکنون دست‌ها را بر گونه‌ها می‌فشرد: «اما چارلز فقط ساعت‌ها را نمی‌شکند، برخی از آنها را در میان برف مدفون می‌سازد و بعضی دیگر را در کمد اتاقش پنهان می‌کند.»

شرلوک هولمز که با چشمان بسته در صندلی راحتی لمیده و سرش را به بالشی تکیه داده بود پلک‌ها را تا نیمه از هم گشود و پرسید: «در کمد اتاقش؟ خیلی غیرعادی است! چطور از این موضوع آگاه شدید؟